# Pukkisaari (ö i Päijänne-Tavastland, Lahtis, lat 61,22, long 25,82)
Pukkisaari är en ö i Finland. Den ligger i sjön Ruotsalainen och i kommunen Asikkala i den ekonomiska regionen  Lahtis ekonomiska region  och landskapet Päijänne-Tavastland, i den södra delen av landet, 130 km norr om huvudstaden Helsingfors. Öns area är 6,8 hektar och dess största längd är 400 meter i nord-sydlig riktning.